# Dolichogyna reynoldsi
Dolichogyna reynoldsi är en tvåvingeart som beskrevs av Shannon och Aubertin 1933. Dolichogyna reynoldsi ingår i släktet Dolichogyna och familjen blomflugor. Inga underarter finns listade i Catalogue of Life.